# The Errand of Angels
The Errand of Angels es una película de 2008 de temática SUD dirigida y producida por Christian Vuissa, que también escribió el guion. Protagonizada por Erin Chambers, Rachel Emmers y Bettina Schwarz, la película está basada en las experiencias de Heidi Johnson, mientras servía como misionera en Austria para La Iglesia de Jesucristo de los Santos de los Últimos Días.

## Argumento
La Hermana Rachel Taylor (Erin Chambers), de Boise, Idaho, es una ansiosa joven misionera de la Iglesia SUD que ha sido enviada en una misión de 18 meses de plazo para Austria. Rachel se encuentra con dificultades para adaptarse a su nuevo entorno cultural en el país extranjero. Debido a las diferencias de opinión, también es incapaz de llevarse bien con la compañera de misión que fue asignada a ella por la Iglesia. Es asignada a trabajar con otra compañera, pero esta relación no es mucho mejor. Tomando nota de las enseñanzas que ella está tratando de difundir, Rachel finalmente aprende a aceptar las diferencias de los demás y a convivir pacíficamente con sus compañeras, incluso si están en desacuerdo sobre la manera de realizar los trabajos voluntarios.

## Recepción
The Errand of Angels fue proyectada en varios lugares antes de que lo hiciera en las salas de cine, a partir del 1 de enero de 2008. Esto incluye una proyección en el Festival de Cine de Gloria en West Valley City, Utah, el 31 de julio de 2008. La película fue estrenada el 22 de agosto en un número limitado de cines. Rodada con un presupuesto estimado de 160,000 dólares, The Errand of Angels fue proyectada en cines hasta el 10 de octubre de 2008 y durante ese tiempo ganó 195.184 dólares. 
La película fue lanzada en DVD el 2 de diciembre de 2008 para la Región 1.
También se retransmitió en el canal BYU, en el día de acción de gracias de 2008.

## Crítica
El crítico de cine Jeff Vice otorgó una puntuación de dos estrellas y media en su reseña de la película. Vice elogió la película como "una de las más serias y bien intencionadas películas en la memoria reciente", mientras que también la crítica como "sermón" y "un poco habladores y secos". Vice comparó la película con Los Dos Mejores Años, al encontrar en ambas películas similitudes en la historia y en la estructura a pesar de creer que la primera sería mejor ya que había algunos toques de humor y ligereza en la misma.
Richard Propes, de The Independent Critic calificó a la película un "profundo, conmovedor y divertido cuento" y elogió al director afirmando que "Vuissa pinta un buen retrato humano de la Hermana Taylor".

## Banda sonora
The Errand of Angels Soundtrack es el álbum que acompaña a la película. Fue lanzado el 5 de septiembre de 2008 por la discográfica Mirror Films.

### Lista de canciones
1. "As Sisters in Zion" (featuring Tiffany Fronk) (2:57)
2. "Mission to Austria" (2:32)
3. "The Rules" (0:58)
4. "Goodbye Sonja" (0:52)
5. "She's Nice" (1:01)
6. "Resistance" (1:19)
7. "Answered Prayer" (2:35)
8. "Trying It Alone" (2:38)
9. "Before the Storm" (2:20)
10. "Salzburg" (1:00)
11. "A Good Missionary" (4:08)
12. "Hypocrite" (2:45)
13. "Entrusted to Her Care" (3:29)
14. "Back to Vienna" (4:03)
15. "Farewell to a Friend" (2:30)
16. "Rainy Day" (2:19)
17. "Baptism" (3:52)
18. "The Errand of Angels" (2:27)